# 산인도

산인도의 위치

산인도(일본어: 山陰道)는 일본의 고키시치도 중 하나다.

## 구니 목록
기나이에서 서쪽으로 혼슈의 동해 연안 지역에 해당한다. 산인도에는 다음 구니가 설치되었다.
- 단바국(丹波国)
- 단고국(丹後国)
- 다지마국(但馬国)
- 이나바국(因幡国)
- 호키국(伯耆国)
- 이즈모국(出雲国)
- 이와미국(石見国)
- 오키국(隠岐国)

## 같이 보기
관련 항목
- 산인 지방
- 산인 본선

관련 매체
- 산인 중앙 신보
- 산인 방송, FM산인
- 산인 중앙 TV 방송